# Direct Red 2
C.I. Direct Red 2 ist ein rot färbender Azofarbstoff aus der anwendungstechnischen Gruppe der Direktfarbstoffe.

## Geschichte
Der Farbstoff wurde von Carl Duisberg entwickelt und unter der Bezeichnung Benzopurpurin 4B vermarktet.

## Darstellung
Direct Red 2 kann durch Azokupplung von tetrazotiertem o-Tolidin mit Naphthionsäure dargestellt werden.:

## Eigenschaften
Direct Red 2 färbt Baumwolle rot. Das Absorptionsmaximum liegt bei 500 nm.

## Verwendung
Direct Red 2 ist ein rotfärbender Baumwollfarbstoff, er löste das Kongorot ab, da er farbechter ist. Weiterhin wird es als Farbstoff in der Mikroskopie (Vitalfärbung) und als pH-Indikator (Farbumschlag von blauviolett nach rot zwischen pH 2,3 und 4,0) verwendet.

## Sicherheitshinweise
Da unter reduktiven Bedingungen aus Direct Red 2 wieder das kanzerogene o-Tolidin freigesetzt werden kann, gehört dieser Farbstoff, wie o-Tolidin selbst, zu den verbotenen Stoffen nach der Bedarfsgegenständeverordnung (BedGgstV) und darf nicht für Textil- und Ledererzeugnisse verwendet werden, die längere Zeit mit der menschlichen Haut oder der Mundhöhle direkt in Berührung kommen können (z. B. Kleidung, Bettwäsche, Handtücher, Schuhe, Handschuhe, für den Endverbraucher bestimmte Garne und Gewebe).